# عبدالقادر امامی غوری
عبدالقادر امامی غوری (زاده: ۱۳۱۳ ولسوالی چارسده، ولایت غور) سیاست‌مدار افغانستانی و نماینده مردم غور در دوره پانزدهم مجلس نمایندگان افغانستان است.

## زندگی‌نامه
عبدالقادر امامی غوری متولد ۱۳۱۳ از روستای فلاح خور ولسوالی چارسده ولایت غور افغانستان است. وی تحصیلات ابتدایی خود را در زادگاه خود به اتمام رساند و دوره لیسه/دبیرستان را در مدرسه ابوحنیفه خواند و توانست از دانشکده شرعیات دانشگاه کابل مدرک لیسانس خود را در سال ۱۳۵۸ کسب کند. وی مدعی شده که، پس از کودتای ۷ ثور ۱۳۵۷ دست به فعالیت علیه رژیم وقت زده و به مدت یک سال و ۹ ماه به زندان پلچرخی زندانی بوده‌است. وی پس از آزادی از زندان وارد حزب اسلامی گلبدین حکمتیار شد و در سال ۱۳۶۳ به پاکستان مهاجرت کرد. در دوران مهاجرت در پاکستان توانست مدارک ماستر/کارشناسی ارشد خود را در رشته‌های اسلامیات از دانشگاه اسلامیه پیشاور و در رشته اقتصاد اسلامی از دانشگاه علوم و تقنینه حیات آباد کسب کند.

## حزب صلح و وحدت ملی
عبدالقادر امامی غوری در سال ۱۳۸۰ در نتیجه ادغام و اتحاد بیست و هشت سازمان اجتماعی، سیاسی، فرهنگی شورای صلح و وحدت ملی افغانستان که بعدها به حزب صلح و وحدت ملی افغانستان تغییر نام داد را تأسیس کرد و به مدت پنج سال ریاست این حزب را بر عهده داشت.

## انتخابات ریاست جمهوری ۱۳۸۸
عبدالقادر امامی غوری در سال ۱۳۸۸ خود را برای انتخابات ریاست‌جمهوری افغانستان (۱۳۸۸) نامزد کرد. معاونین وی در این انتخابات محمد یاسین کاتب و سلطان مرتضی نیکزاد بودند. بعدها وی به نفع سید جلال کریم از دور انتخابات کناره‌گیری کرد.

## دیگر فعالیت‌ها
- معاون در وزارت ارشاد، حج و اوقاف.[۱]
- معاون و سرپرست در وزارت امور شهدا و معلولین.[۱]
- معاون وزارت امور سرحدات و قبایل.[۱]
- شرکت در کنفرانس بن و اجلاس روم.[۱]

## آثار
برخی از آثار چاپ شده وی:
- حجاب از دید مذاهب اسلامی.
- نکات اصلی حل بحران افغانستان.
- معیار انحطاط و تکامل در اسلام.
- جهان و اسلام از دیدگاه علم و قرآن.